# 우주진

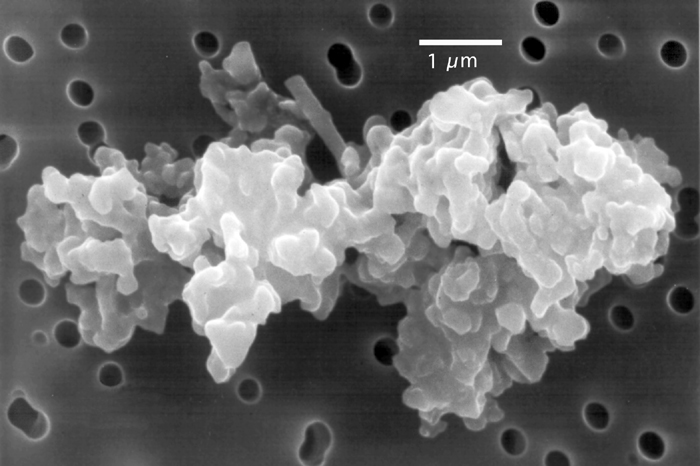

우주진(宇宙塵, 영어: cosmic dust)은 우주에 존재하는 0.1 µm 이하의 크기를 갖는 작은 입자들로 구성된 먼지의 일종이다. 우주진은 그 위치에 따라 은하간 먼지, 항성간 먼지, 행성간 먼지(행성간 티끌구름 등), 행성근처 먼지(행성 고리 따위)로 세분할 수 있다.
우리 태양계에서는 행성간 먼지가 황도광을 발생시킨다. 태양계 내의 우주진의 원천은 혜성, 소행성, 카이퍼 대 천체, 또는 태양계를 지나가는 항성간 먼지 등이 있다.

## 같이 보기
- 강착
- 천체화학
- 우주화학
- 외계물질
- 유성진